# Нінна (ненґо)
Нінна (яп. 仁和 — нінна, «людяна гармонія») — ненґо, девіз правління імператора Японії з 885 по 889 роки.

## Хронологія
- 4 рік (888) — заснування монастиря Ніннадзі.

## Порівняльна таблиця
| Роки Нінна              | 1    | 2    | 3    | 4    | 5    |
| Григоріанський календар | 885  | 886  | 887  | 888  | 889  |
| Китайський календар     | 乙巳 | 丙午 | 丁未 | 戊申 | 己酉 |